# Gabriel Fernández (futebolista)
Gabriel Matías Fernández Leites (Montevideo, 13 de maio de 1994), conhecido simplesmente como Gabriel Fernández, é um futebolista uruguaio que joga como centroavante. Atualmente defende o Cruz Azul.

## Carreira
Foi jogador da equipe de base do Defensor Sporting, do Uruguai, onde jogou a Libertadores Sub-20 em 2012. No ano seguinte, foi emprestado ao Cerro Largo, onde iniciou sua carreira profissional. 
Mais tarde, em 2014, foi devolvido ao Defensor, onde só atuou quatro partidas, assim, sendo transferido ao Racing Club, do Uruguai.
Em 2016, foi o artilheiro do Campeonato Uruguaio, com 8 gols em 15 jogos. Com isso, despertou o interesse do Grêmio, que disputa a Copa Libertadores de 2017.Porém, o jogador foi reprovado nos exames médicos.

## Títulos
Peñarol
- Primera División de Uruguay: 2018
- Supercopa Uruguaya: 2018

Cruz Azul
- Copa dos Campeões da CONCACAF: 2025[3]